# Virgen de la Cabeza
La Virgen de la Cabeza es una importante advocación mariana venerada en la Basílica de Nuestra Señora de la Cabeza. Es la Patrona y Alcaldesa Honoraria de Andújar, Titular de la Muy Antigua, Primitiva y Pontificia, Real e Ilustre Cofradía Matriz de la Santísima Virgen de la Cabeza de Andújar y Patrona de la diócesis de Jaén, dicho patronazgo fue concebido por bula del papa San Pío X  el 18 de marzo de 1909 y el de la diócesis de Jaén por bula del papa Juan XXIII el 27 de noviembre de 1959. 
Es la primera imagen religiosa de España en tener la Rosa de Oro, distintivo otorgado por el Papa a grandes personalidades católicas relevantes, fue concedida en el año 2009 por el Papa Benedicto XVI. Según cuenta la tradición, se apareció la Santísima Virgen en la Sierra de Andújar, la madrugada del 11 al 12 de agosto de 1227 a un pastor de Colomera, llamado Juan Alonso Rivas. La Iglesia católica conmemora la festividad de la advocación el 8 de septiembre. 
La “Reina de Sierra Morena” conocida popularmente, es una de las devociones más relevantes conocidas y la primera Romería de España, siendo a su vez la segunda imagen Coronada Canónicamente de Andalucía, en el año 1909, después de la Virgen de los Reyes, Patrona de Sevilla. Tras dicho acontecimiento, fue coronada de nuevo en 1960 y 2009 por el primer centenario de su primera Coronación, teniendo un total de tres Coronaciones.

## Aparición
Un pastor de Colomera (Granada), llamado Juan Alonso de Rivas, apacentaba ganado, cabras y ovejas, de un señor de Arjona en las alturas de Sierra Morena junto a la cumbre del Cabezo. Era cristiano sencillo y fervoroso, quizá algo entrado en años y estaba aquejado de una anquilosis o paralización total en el brazo izquierdo.
Empezaron a llamar su atención las luminarias que divisaba por las noches sobre el monte cercano a donde tenía su hato y a las que se sumaba el tañido de una campana. Finalmente quiso salir de duda y en la noche del 11 al 12 de agosto del año 1227 resolvió llegar a la cumbre.
A su natural temor sucedió una expresión de asombro y gozo, porque en el hueco formado por dos enormes bloques de granito, encontró una imagen pequeña de la Virgen, ante cuya presencia se arrodilló el pastor y oró en voz alta entablando un diálogo con la Señora.
La Santísima Imagen le expresó su deseo de que allí se levantara un templo, Juan de Rivas fue a Arjona y lo contó a su patrón que se puso en contacto con las autoridades de Andújar, para que anunciarle el acontecimiento y mostrara a todos la recuperación del movimiento en el brazo brazo de Juan de Rivas y de esta forma, dieran crédito a sus palabras y para que no tuvieron más remedio que creerlo ante el testimonio de su brazo curado.
Arjona ocupó el segundo lugar  en la lista de hermandades, tras Andújar lugar que perdió al no asistir ante la prohibición de las autoridades locales cuando la epidemia de peste negra.

## Iconografía
La imagen de la Virgen de la Cabeza actual, que sustituyó a la imagen destruida en la Guerra Civil, es una talla de madera de cedro policromada en estilo bizantino, que presenta a la señora sentada sobre un pequeño sitial sin respaldo y sosteniendo al Niño Dios en su brazo izquierdo. Realizada por el escultor José Navas Parejo en 1944.
La imagen de María viste una túnica carmesí ceñida con un pequeño cíngulo de líneas verticales al gusto hebreo, manto azul estofado en oro en alusión a la encarnación y su inmaculada concepción, y tocado blanco que deja ver su cabello moreno que cae sobre sus hombros. La talla mide 65,5 cm de altura. Sostiene una fruta que el pueblo interpretó como un madroño, por ser fruto típico de la sierra. El Niño Jesús viste una túnica clara como redentor del género humano y porta en su mano izquierda una esfera dorada, al tiempo que con la mano derecha muestra a su madre.
La Virgen se puede ver como viene siendo habitual desde el siglo XVII presenta al culto revestida con manto y saya. Tiene en su mano derecha un madroño fruto originario de Sierra Morena, bastón y fajín impuesto por el teniente general Fidel Dávila Arrondo, ministro del Ejército. A sus pies está una medialuna obra del orfebre Ramón Orovio, costeada por Juan Alonso Montoro y Araceli Roncero.

## Patronazgo
En 1909 fue declarada patrona de Andújar por San Pío X, junto con San Eufrasio. En 1959 fue declarada patrona de la diócesis de Jaén por San Juan XXIII, por bula del 27 de noviembre de 1959.

## Doblemente coronada y Rosa de Oro

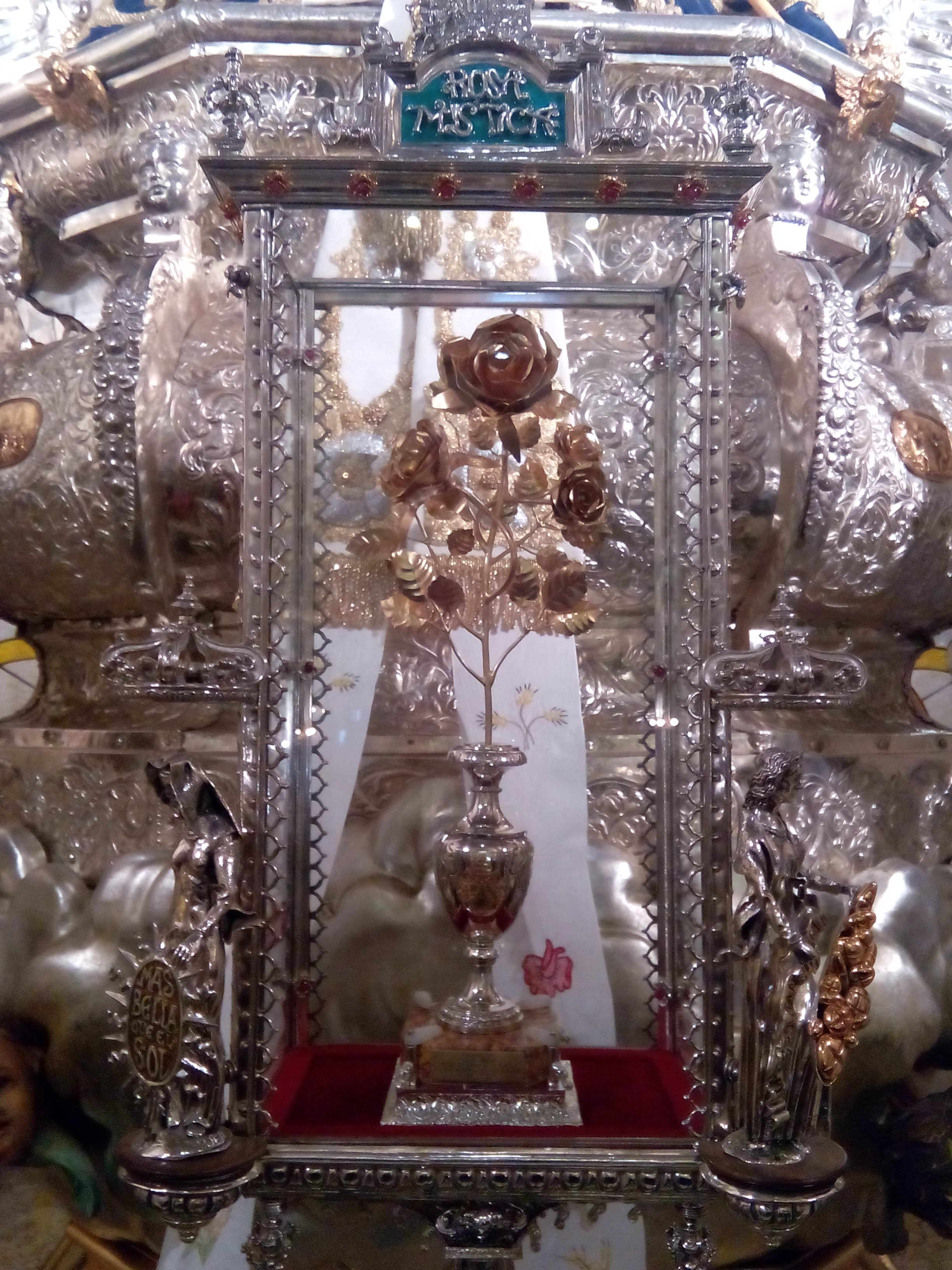
Rosa de Oro concedida a la Virgen de la Cabeza.

### Coronación de 1909
La coronación pontificia fue concedida por el papa san Pío X el 10 de noviembre de 1907. El 20 de abril de 1909 la imagen fue trasladada a la iglesia parroquial de Santa María la Mayor. El 23 de abril de 1909 las coronas de la Virgen y del Niño Jesús fueron bendecidas en la parroquia por el arzobispo de Granada, José Meseguer y Costa. En la ceremonia estuvieron presentes: Juan José Laguarda y Fenollera, obispo de Jaén; Vicente Casanova y Marzol, obispo de Almería; Antonio Rodríguez Montero, arcipreste y párroco; el clero de la ciudad; Adolfo Valenzuela y Samaniego, conde de Torrejón y delegado y del rey Alfonso XIII; Javier Molina y Ordóñez, gobernador civil de la provincia; Gabriel Ortiz Cosgaya, alcalde; y Joaquín María Serrano Martínez, hermano mayor de la cofradía. Posteriormente, la imagen de la Virgen de la Cabeza fue trasladada a un pabellón con un altar construido en la cercana explanada de Colón, donde fue coronada. En la explanada había una gran multitud para presenciar el evento. Finalmente, la imagen fue llevada de nuevo a la parroquia. Esa noche procesionó por las calles de la ciudad.

### Recoronación de desagravio de 1960
La nueva imagen, que vino a sustituir a la primitiva, perdida durante la Guerra Civil, fue traslada a Andújar en 1960 donde fue coronada, siendo obispo de Jaén Félix Romero Mengíbar. Una corona en forma de canastillo que se realizó en 1960 para restituir la corona perdida durante la guerra civil española.
La recoronación fue el 22 de abril de 1960, se realizó un acto para la imposición de la nueva corona en los Jardines de Colón de Andújar. La madrina de dicho acto fue Carmen Polo, esposa del entonces Jefe del Estado (el general Francisco Franco), siendo oficiado por el arzobispo de Granada y por el obispo de Jaén.
Las coronas de la Virgen, del niño Jesús y el rostrillo fueron diseñadas por el artista González Orea, confeccionadas las piezas por el orfebre cordobés Manuel Aumente con oro de 20 quilates y un peso total de 1330 gramos. Aparecen esmaltados los escudos de Andújar, Colomera, obispo y orden Trinitaria.

### Rosa de Oro
En 2009, durante la celebración de su Año Jubilar, el papa Benedicto XVI la condecoró con la Rosa de Oro, «singular privilegio» con el que el papa reconoce su patronazgo sobre la diócesis de Jaén, la profunda devoción con la que es venerada y la amplia historia de su romería, considerada como la más antigua del país. Le fue impuesta por el obispo de Jaén, Ramón del Hoyo López, el día 22 de noviembre de 2009 en la Catedral de Jaén. Es la primera imagen mariana de España que la recibe. En la Rosa de Oro hay una inscripción en latín:

«Benedicto XVI. Rosa de Oro. Para la imagen de la Bienaventurada Virgen María de la Cabeza, Patrona Celestial de la Diócesis de Jaén. Concesión benignísima. 22 de noviembre de 2009».

## Basílica
La Basílica y Real Santuario de Nuestra Señora de la Cabeza se construyó inicialmente entre 1287 y 1304 en el Cerro de la Cabeza por el pueblo de Andújar, del que toma el título de su advocación, situado en el término municipal de Andújar en la provincia de Jaén, en el parque natural de la Sierra de Andújar, en el mismo lugar en el que había tenido la aparición de la imagen en el año 1227. Durante su existencia fue sufriendo varias transformaciones, la principal a finales del siglo XVI por el arquitecto Andrés de Vandelvira. El templo, de nueva planta tras su casi completa destrucción durante la última Guerra Civil, fue elevado al rango de basílica menor mediante breve pontificio del 21 de abril de 2010.
La romería a la basílica convocada por la Cofradía Matriz de Andújar es la segunda más antigua, con 790 años de historia, (por detrás de la Romería a Ujué, desde 1043) y nombrada en sus escritos por literatos como Cervantes y Lope de Vega, ha vivido sus momentos más emocionantes en el traslado de la imagen del camarín a las andas, donde han estado toda la noche esperando su llegada los anderos.

## Literatura
Miguel de Cervantes estuvo en la Romería de la Virgen de la Cabeza en 1592. Escribió sobre ella en Los trabajos de Persiles y Sigismunda (1617).
El príncipe de Fez, Muley Xeque, se hizo católico tras asistir a la Romería de la Virgen de la Cabeza en 1593. Fue bautizado por el arzobispo de Toledo, García Loaysa y Girón, en el monasterio de San Lorenzo de El Escorial. Sus padrinos fueron Felipe II y su hija, Isabel Clara Eugenia. Se hizo amigo personal del escritor Lope de Vega, que escribió sobre este suceso en La tragedia del rey D. Sebastián y bautizo del Príncipe de Marruecos (1618). Pedro Calderón de la Barca se inspiró en esta historia para escribir El gran príncipe de Fez don Baltasar de Loyola (1672).
Manuel de Salcedo Olid escribió sobre la Virgen de la Cabeza en su obra Panegírico historial de N. Señora de la Cabeza (1677).
También han escrito sobre esta devoción y su romería Gonzalo Argote de Molina en su Nobleza de Andalucía (1588), Ambrosio de Morales en Antigüedad de la ciudades de España (1557), Jaime Oliver Asín en Vida de D. Felipe de África, príncipe de Fez y Marruecos (1566-1621), Bartolomé Pérez Guzmán, Luisa Fe y Jiménez, Alfredo Cazabán Laguna, Antonio Alcalá Venceslada y Carlos de Torres Laguna.

## Expansión de la devoción
Después de la Cofradía Matriz de Andújar se fundaron las de  Arjona y Martos. Posteriormente se fundaron las de Úbeda, Baeza, Écija, Priego de Córdoba, Lucena, Rute y otras. En 1591 se fundó la Cofradía de la Virgen de la Cabeza de Sevilla, que pasó a formar parte de la Hermandad de las Siete Palabras. A finales del siglo XVII ya había 71 cofradías.
En 1639 el clérigo Antonio de Castro y del Castillo, de Alcalá la Real, llevó esta devoción a Lima, en el virreinato de Perú, donde edificó una iglesia que la tiene como titular.
La Virgen de la Cabeza, patrona de Zújar, fue coronada el 24 de abril de 1926 por el obispo Ángel Marquina Corrales.
La Virgen de la Cabeza, patrona de Burjasot, fue coronada en 1927.
La Virgen de la Cabeza, de Rute, fue coronada el 9 de mayo de 1986 por el obispo José Antonio Infantes Florido.
La Virgen de la Cabeza, patrona de El Carpio, fue coronada el 14 de octubre de 2017 por el obispo Demetrio Fernández González.